# Вангчук, Ханду
Льонпо Ханду Вангчук (род. 1950) — бутанский политик.
Ханду Вангчук был премьер-министром с 8 августа 2001 по 14 августа 2002 года. 7 сентября 2006 года он вновь стал премьер-министром. 31 июля 2007 года он подал в отставку, чтобы принять участие в предстоявших в 2008 году выборах в качестве члена Партии мира и процветания. Кроме того, с 2003 по 2007 год Ханду Вангчук занимал пост министра иностранных дел.
После победы Партии мира и процветания на выборах 2008 года Ханду Вангчук 11 апреля 2008 года был назначен министром экономики.